# Вапелло (округ, Айова)
Шаблон:StateAbbr_ 41°01′46″ пн. ш. 92°24′32″ зх. д. / 41.029444444444° пн. ш. 92.408888888889° зх. д.
Округ  Вапелло (англ. Wapello County) — округ (графство) у штаті  Айова, США. Ідентифікатор округу 19179.

## Історія
Округ утворений 1843 року.

## Демографія
За даними перепису 
2000 року 
загальне населення округу становило 36051 осіб, зокрема міського населення було 25218, а сільського — 10833.
Серед мешканців округу чоловіків було 17545, а жінок — 18506. В окрузі було 14784 домогосподарства, 9797 родин, які мешкали в 15873 будинках.
Середній розмір родини становив 2,89.
Віковий розподіл населення поданий у таблиці:
| Стать    | До 15 років | 15-21 | 22-29 | 30-39 | 40-49 | 50-65 | 65-85 | Понад 85 |
| -------- | ----------- | ----- | ----- | ----- | ----- | ----- | ----- | -------- |
| Чоловіки | 3529        | 1952  | 1728  | 2283  | 2709  | 2739  | 2317  | 288      |
| Жінки    | 3411        | 1703  | 1623  | 2246  | 2773  | 2940  | 3152  | 658      |

## Суміжні округи
- Кіокак — північний схід
- Джефферсон — схід
- Девіс — південь
- Монро — захід
- Махаска — північний захід

## Виноски
1. ↑  U.S. Decennial Census. United States Census Bureau. Архів оригіналу за 4 квітня 2018. Процитовано 20 липня 2014.
2. ↑  Historical Census Browser. University of Virginia Library. Архів оригіналу за 11 серпня 2012. Процитовано 20 липня 2014.
3. ↑  Population of Counties by Decennial Census: 1900 to 1990. United States Census Bureau. Архів оригіналу за 22 квітня 2014. Процитовано 20 липня 2014.
4. ↑  Census 2000 PHC-T-4. Ranking Tables for Counties: 1990 and 2000 (PDF). United States Census Bureau. Архів оригіналу (PDF) за 18 грудня 2014. Процитовано 20 липня 2014.
5. ↑  State & County QuickFacts. United States Census Bureau. Архів оригіналу за 22 липня 2011. Процитовано 20 липня 2014.(англ.) Наведено за англійською вікіпедією.
6. ↑  American FactFinder. Бюро перепису населення США. Архів оригіналу за 26 лютого 2012. Процитовано 31 січня 2008.

| США | Це незавершена стаття з географії США. Ви можете допомогти проєкту, виправивши або дописавши її. |